# Ottakring
Ottakring ist der 16. Wiener Gemeindebezirk und wurde 1892 aus den selbständigen Gemeinden Ottakring und Neulerchenfeld gebildet. Der noch in der Nachkriegszeit Verslumungstendenzen aufweisende Bezirk im Westen der Hauptstadt erfuhr seit der Jahrtausendwende einen Aufschwung. Die zentrumsnahen Bezirksteile profitierten von einer Revitalisierung öffentlicher Räume und der Etablierung eines regen Kulturbetriebs, während die Eröffnung der U3-Endstation in Alt-Ottakring einen für die äußeren Bezirksteile wichtigen Impuls brachte. Als charakteristisch für den traditionellen Arbeiterwohn- und Industriebezirk Ottakring wird heute seine Multikulturalität und wachsende Urbanität gesehen.

## Geographie

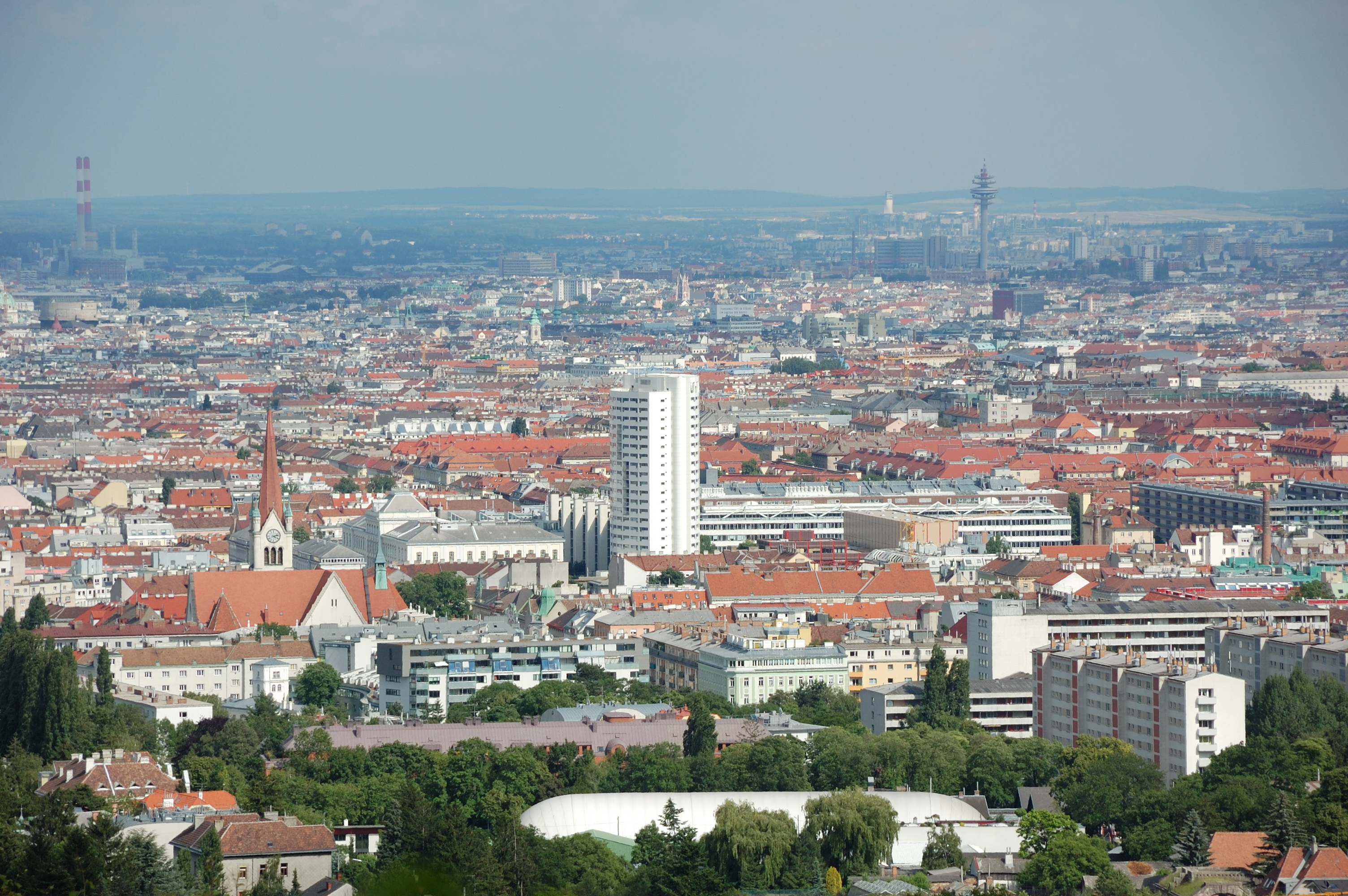
Blick vom Gallitzinberg auf Ottakring

### Lage
Der Bezirk Ottakring liegt im Westen Wiens, eingebettet zwischen dem Lerchenfelder Gürtel und den Wienerwald-Hügeln. Im Norden grenzt Ottakring an Hernals, im Osten an die Josefstadt und Neubau und im Süden an Rudolfsheim-Fünfhaus und Penzing.

### Topographie
Höchste Erhebung ist mit 449 Metern der Gallitzinberg, auch Wilhelminenberg genannt, auf dem die Jubiläumswarte steht. An der Ostschulter des Gallitzinbergs entspringt im Liebhartstal der heute kanalisierte Ottakringer Bach. Er floss ursprünglich entlang der heutigen Linie Ottakringer-Straße/Abelegasse/Thaliastraße und erreichte über die Lerchenfelder Straße, den Minoritenplatz und den Tiefen Graben den heutigen Donaukanal. Ebenfalls am Gallitzinberg liegt der Ursprung des Rosenbachs, der weiter durch den Nachbarbezirk Penzing verläuft. Die Bebauung des Bezirkes weist große Unterschiede auf. So befindet sich in Gürtelnähe ein dicht bebautes, schachbrettartiges Arbeiter- und Angestellten-Wohnviertel, während sich um die Vorortelinie Industriebetriebe und Werkstätten angesiedelt haben. Etwas höher liegt das Villenviertel mit dem Ottakringer Friedhof, darüber eine ausgedehnte Laubwaldzone.

### Flächennutzung
Der Bezirk besteht zu 36,7 % aus Grünflächen, darunter 22 % Wald. 45,4 % sind Baufläche, 17,9 % Verkehrsflächen, wobei die Hauptverkehrsachse und wichtigste Einkaufsstraße die Thaliastraße ist. Landwirtschaftliche Nutzung gibt es mit insgesamt 1,23 % der Bezirksfläche kaum noch. Der ehemals bedeutende Weinbau ist fast verschwunden. Weingärten befinden sich nur mehr beim Schloss Wilhelminenberg und an der Grenze zu Penzing.

### Gewässer
Durch den sogenannten „Ottakringer Wald“ fließen einige Bäche, darunter der Moosgraben und der Rosenbach. Beide münden schließlich in Penzing in den Wienfluss. Bei der Otto-König-Warte befindet sich der Jubiläumswarteteich und bei der Savoyenstraße, gegenüber dem Schloss Wilhelminenberg, der, öffentlich nicht zugängliche, Salvatorteich.

### Grünflächen

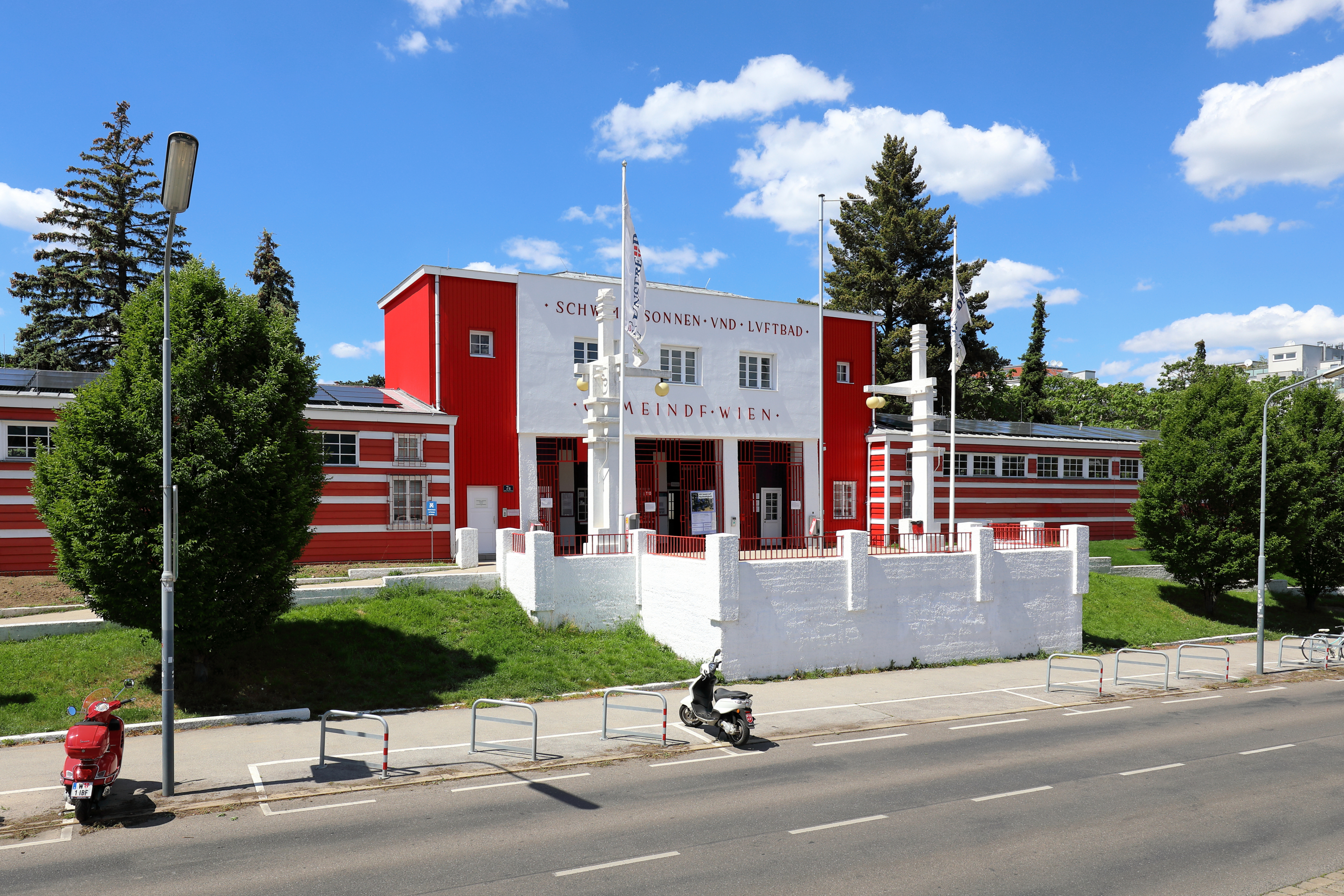
Das Kongressbad, das mit dem Kongresspark 1928 eröffnet wurde und nach dem Wiener Kongress benannt ist

Der gesamte Westen des 16. Wiener Gemeindebezirks wird vom sogenannten „Ottakringer Wald“ eingenommen. Er bedeckt weite Teile des Gallitzinbergs. Die zwei bedeutendsten Wiesenflächen im Ottakringer Wald sind die Steinbruchwiese und die Kreuzeichenwiese. An der, durch das Waldgebiet führenden, Johann-Staud-Straße befinden sich die zwei Aussichtswarten Otto-König-Warte und die (auf dem Gallitzinberg befindliche) Jubiläumswarte.
Eine beliebte Parkanlage ist der Yppenpark mit Yppenplatz und Brunnenmarkt in unmittelbarer Umgebung. Eine weitere Parkanlage ist der Kongresspark mit dem daneben befindlichen denkmalgeschützten Freibad Kongressbad.

### Bezirksteile
Der Gemeindebezirk besteht aus den Katastralgemeinden Ottakring und Neulerchenfeld. Eine weitere Gliederung des Bezirksgebiets besteht in den Zählbezirken der amtlichen Statistik, in denen die Zählsprengel des Gemeindebezirks zusammengefasst sind. Die zehn Zählbezirke in Ottakring sind Neulerchenfeld, Ludo-Hartmann-Platz, Herbststraße-Vorortelinie, Alt-Ottakring, Wilhelminenstraße, Sandleiten, Joachimsthaler-Platz, Wilhelminenspital, Wilhelminenberg und Richard Wagner-Platz.
Im volkstümlichen Verständnis gibt es auch Grätzln mit eigenem Charakter, die sich teilweise auch von den Pfarrsprengeln herleiten (siehe Abschnitt Religionsgemeinschaften).

## Wappen
- Die vom Betrachter aus gesehen linke (heraldisch rechte) Hälfte des Wappens symbolisiert die ehemalige selbständige Gemeinde Ottakring. Bei den symbolisierten Bergen handelt es sich vermutlich um die drei wichtigsten Erhebungen Ottakrings: Jubiläumswarte, Gallitzinberg und Predigtstuhl. Das Kreuzschild mit Mitra steht hingegen für den ehemaligen Grundherren, das Stift Klosterneuburg.
- Die rechte (heraldisch linke) Hälfte des Wappens symbolisiert die unklare Namensherleitung der ehemaligen, selbständigen Gemeinde Neulerchenfeld. Ein auf einem Feld stehender Baum (allerdings keine Lärche) mit darüber kreisenden Vögeln (evtl. Lerchen) weist auf die möglichen Ursprünge des Namens hin.

## Geschichte

Ottakring und Umgebung um 1872 (Aufnahmeblatt der Landesaufnahme)

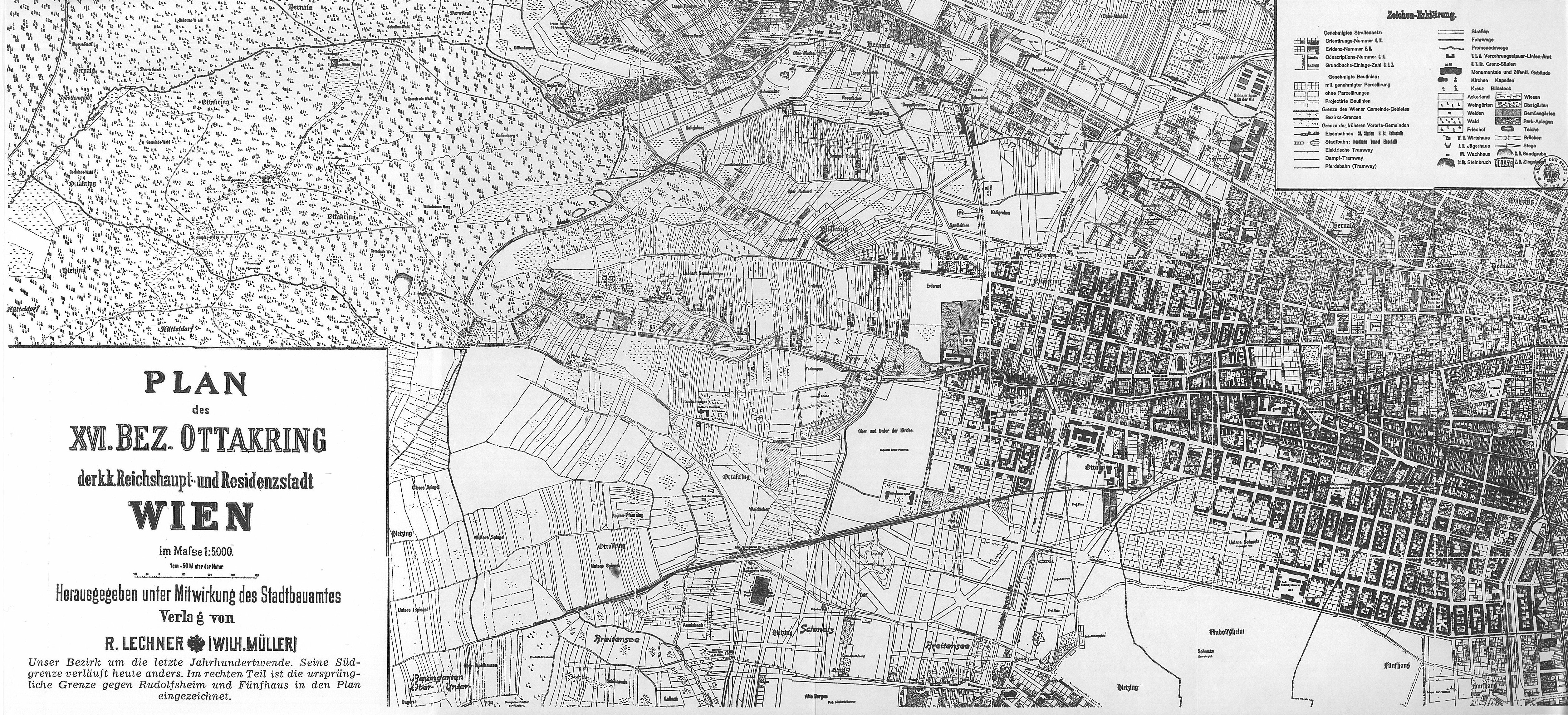
Erste Bezirkskarte von Ottakring, 1892

Der Name Ottakring stammt, so wie viele andere Ortsbezeichnungen in Wien, von den Baiern, die im 8. Jahrhundert die Gegend um Wien besiedelten. Oft existieren in Bayern selbst Orte mit ähnlicher Schreibung, wie etwa Ottaring.
In einer Rede äußerte Kaiser Franz Joseph 1888 den Wunsch, Wien mit seinen Vororten zu vereinigen. Daraufhin beschloss der niederösterreichische Landesausschuss im Jahr 1890 die Eingemeindung der Vororte zu Wien. Das Gesetz trat am 1. Jänner 1892 in Kraft. Trotz des Widerstandes gegen die Eingemeindung wurden daraufhin die vorher selbständigen Gemeinden Ottakring und Neulerchenfeld zum 16. Wiener Gemeindebezirk Ottakring vereinigt. Der neue Bezirk beherbergte nun 106.861 Einwohner.
Nach der Eingemeindung verstärkte sich das Wachstum des Gebietes noch mehr. 1910 wohnten in Ottakring bereits 177.687 Menschen. Während der Anteil der Angestellten und Beamten gering war, war der Anteil der Arbeiter extrem hoch. Dies wurde durch die Ansiedlung weiterer Industriebetriebe noch verstärkt. Am 17. September 1911 kam es zu massiven Unruhen aufgrund schlechter Wohnsituation und Preissteigerungen. Erst nach Militäreinsatz mit mehreren Toten konnten diese beendet werden. 
Die Zeit nach dem Ersten Weltkrieg wurde insbesondere vom boomenden sozialen Wohnbau geprägt. Zwischen 1922 und 1934 wurden in Ottakring 28 Gemeindebauanlagen mit 4517 Wohnungen errichtet, die die prekäre Wohnsituation im Bezirk deutlich milderten. Unter den Neubauten war auch die mit 1587 Wohnungen größte Wohnhausanlage (Sandleitenhof), die die Gemeinde Wien in der Ersten Republik eröffnete. Die Wirtschaftskrise Anfang der 1930er führte jedoch zu großem Elend im Bezirk, zeitweise waren mehr als 50 % der Arbeitswilligen arbeitslos. Der Februaraufstand 1934 führte schließlich auch in Ottakring zu schweren Kämpfen. Der Rückzug der Schutzbündler aus Sandleiten auf Grund der Übermacht von Heimwehr und Militär verschonte zumindest diese Wohnanlage. Heftige Kämpfe gab es jedoch um das Arbeiterheim Ottakring in der Kreitnergasse.
Nach dem Zweiten Weltkrieg gehörte Ottakring zur französischen Besatzungszone. Der Wiederaufbau gestaltete sich schwierig; es gelang aber, schließlich auch die ältesten Teile von Ottakring zu sanieren. Das sogenannte „Negerdörfel“, eine Barackensiedlung, wurde durch den Franz-Novy-Hof ersetzt. Weitere Wohnbauten folgten.

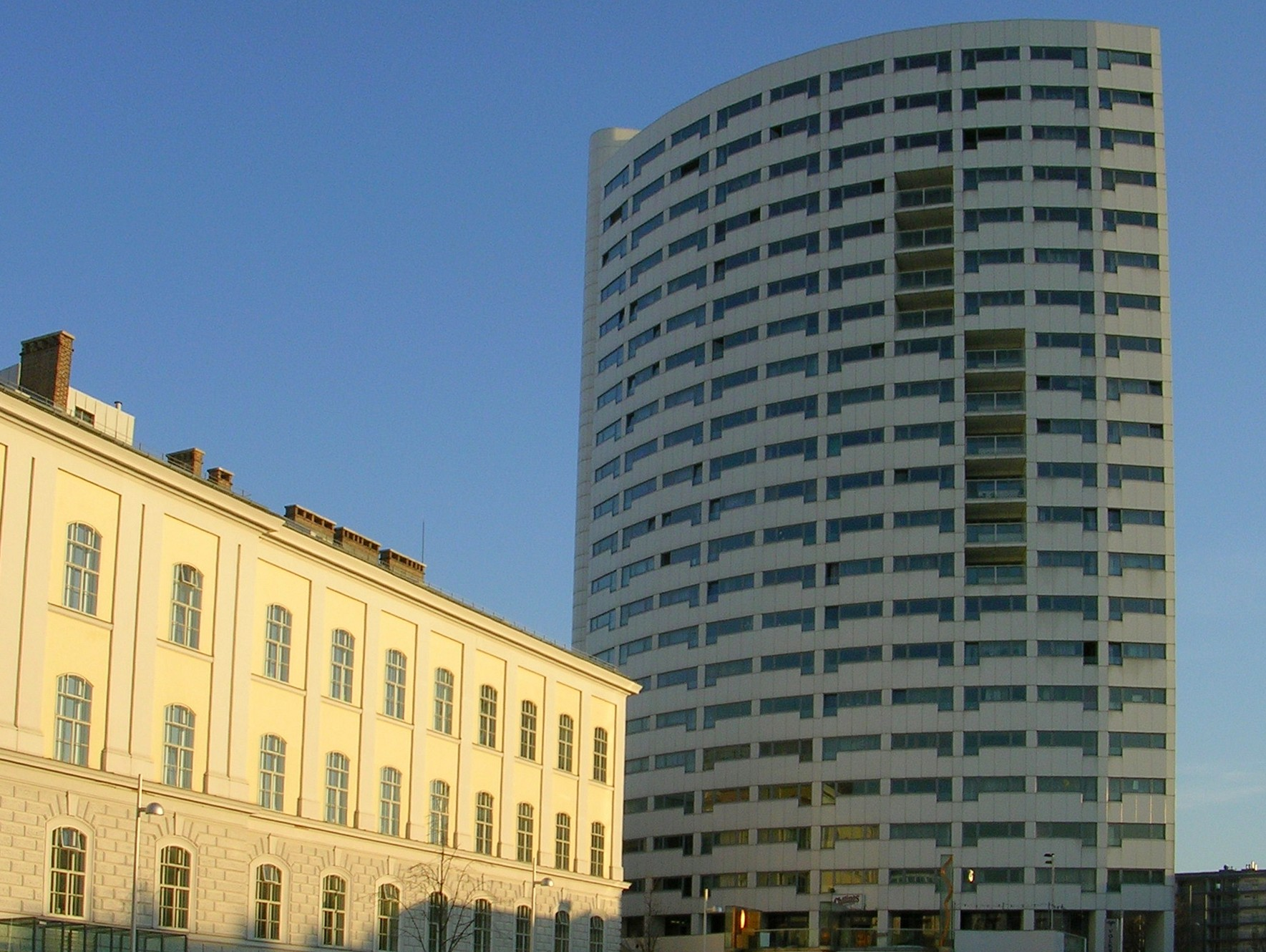
Hochhaus Endstation U3 Ottakring

Nach dem Abzug der Besatzungstruppen kam es insgesamt sechsmal zu Änderungen bei den Bezirksgrenzen. 1992 wurde die Grenze zu Hernals geringfügig verschoben. 1995 erfolgten Grenzänderungen zu Neubau und Rudolfsheim-Fünfhaus, zu Penzing und Rudolfsheim-Fünfhaus sowie zu Penzing im Bereich der Johann-Staud-Straße. 
Die Bezirksgrenze zu Hernals wurde erneut 1998 (im Bereich der Spinozagasse) und zuletzt 2001 (im Bereich des Kongressparks) verschoben. Bei diesen sechs Grenzänderungen waren im Wesentlichen keine Wohngebiete, sondern Verkehrsbauwerke, Parks und Sportanlagen betroffen.
Im Zuge der Weiterführung der U-Bahn-Linie U3 im Jahr 1998 bis nach Ottakring wurde auch mit einer Revitalisierung der Bereiche um die neue Endstation begonnen. Es entstand Ottakrings markantestes Hochhaus, aufgrund seiner Funktion als Wohnheim für medizinisch Bedienstete auch als „Schwesternturm“ bezeichnet. Die leerstehenden alten Fabrikhallen der Tabakfabrik Ottakring wurden zu einer HTL umgebaut (siehe HTL Wien West) und die lange Zeit unbenutzten Schnellbahnbögen mit Geschäftsräumen belegt. Das Zentrum von Wien ist durch die U-Bahnanbindung in ungefähr 13 Minuten erreichbar.

## Bevölkerung
Bevölkerungsentwicklung
Quelle: Statistik.at

### Bevölkerungsentwicklung
Das heutige Bezirksgebiet von Ottakring umfasste 1869 mit den Orten Ottakring und Neulerchenfeld 31.383 Einwohner. Zur Zeit der Eingemeindung hatte Ottakring 1890 mit 106.892 Einwohnern seine Bevölkerungszahl bereits verdreifacht und war das am schnellsten wachsende Gebiet in und um Wien. Das Wachstum bremste sich in der Folge etwas ein, dennoch stieg Ottakring 1900 zum bevölkerungsreichsten Bezirks Wiens auf und hielt diesen Status bis in die 1920er Jahre. 
Den Einwohnerhöchststand hatte Ottakring 1910 mit 179.045 Einwohnern erreicht. Nach dem Ersten Weltkrieg sank die Einwohnerzahl Ottakrings sukzessive, wobei insbesondere der gesteigerte Wohnraumbedarf eine Rolle spielte. Bis in die 80er Jahre ging die Einwohnerzahl auf rund die Hälfte des einstigen Höchststandes zurück, danach stagnierte die Bevölkerung bei rund 88.000 Einwohnern. Nach einem Tiefststand zur Jahrtausendwende begann die Bezirksbevölkerung im wienweiten Trend wieder zu wachsen. Anfang 2015 lag die Einwohnerzahl bei 100.520 Menschen.

### Bevölkerungsstruktur
Die Altersstruktur der Bezirksbevölkerung war 2005 leicht jünger als der Wiener Durchschnitt. Die Zahl der Kinder unter 15 Jahren lag mit 14,7 % leicht über dem Bereich Gesamtwiens (14,6 %). Der Anteil der Bevölkerung zwischen 15 und 59 Jahren war mit 64,7 % (Wien: 63,4 %) deutlicher über dem Durchschnitt, während der Anteil der Menschen im Alter von 60 oder mehr Jahren mit 20,6 % (Wien: 22,0 %) deutlich darunter lag. Die Geschlechterverteilung lag im Bezirksgebiet 2001 bei 47,5 % Männern und 52,5 % Frauen, die Anzahl der verheirateten Bevölkerung war mit einem Anteil von 41,5 % gegenüber 41,2 % leicht über dem Durchschnitt Wiens.

### Herkunft und Sprache
Der Anteil der ausländischen Bezirkseinwohner lag 2005 bei 25,5 % (Wien: 18,7 %). Dies war der fünfthöchste Wert eines Wiener Gemeindebezirks. Wie im gesamten Bundesland weist der Ausländeranteil ein Wachstum auf, 2001 lag der Anteil noch bei 23,9 %. Den höchsten Anteil der Ausländer stellten 2005 mit rund 8,0 % Anteil an der Bezirksbevölkerung Staatsbürger aus Serbien und Montenegro. Weitere 4,4 % waren türkische, 2,0 % polnische, 1,9 % kroatische, 1,8 % bosnische und 1,0 % deutsche Staatsbürger. Insgesamt waren 2001 29,6 % der Bezirksbevölkerung nicht in Österreich geboren worden. 11,0 % sprachen als Umgangssprache Serbisch, 8,2 % Türkisch und 4,3 % Kroatisch.

### Religionsbekenntnis
Auf Grund des hohen Ausländeranteils weist Ottakring mit 44,2 % einen relativ geringen Bevölkerungsanteil an Menschen mit römisch-katholischem Glauben auf (Wien: 49,2 %). 
Auf kirchlicher Ebene entspricht der Bezirk dem Stadtdekanat 16. Die einzelnen Pfarren im Bezirksteil Ottakring heißen: Altottakring, Neuottakring, Schmelz, Sandleiten und Starchant. Jene in Neulerchenfeld lauten bzw. lauteten: Maria Namen sowie ehemals Neulerchenfeld (die Pfarrkirche ist seit 2013 serbisch-orthodox). Bezeichnungen wie Alt- oder Neu-Ottakring sowie Sandleiten oder Starchant beziehen sich auch auf Siedlungsräume bzw. Flurnamen und werden daher auch als Grätzln empfunden.
Der Anteil der Menschen mit islamischem (12,7 %) bzw. orthodoxem Glauben (9,7 %) ist demgegenüber der dritt- bzw. zweithöchste Wert in Wien. Der Anteil der evangelischen Bewohner lag mit 3,6 % unter dem Durchschnitt. 23,8 % der Bezirksbevölkerung gehörten 2001 keiner Religionsgemeinschaft an, weitere 5,9 % hatten kein oder ein anderes Religionsbekenntnis angegeben.

## Politik
| Bezirksvorsteher seit 1945 | Bezirksvorsteher seit 1945 |
| -------------------------- | -------------------------- |
| Theobald Wiesinger (KPÖ)   | 4/1945–1946                |
| Augustin Scholz (SPÖ)      | 1946–1964                  |
| Hans Hobl (SPÖ)            | 1964–1970                  |
| Josef Srp (SPÖ)            | 1970–1979                  |
| Alfred Barton (SPÖ)        | 1980–1996                  |
| Ernestine Graßberger (SPÖ) | 1996–2004                  |
| Franz Prokop (SPÖ)         | 2004–2024                  |
| Stefanie Lamp (SPÖ)        | seit 2024                  |

Aufgrund des Kurienwahlrechts war die Bezirksvertretung in Ottakring bis 1918 von Bürgerlichen dominiert. Danach wurde Ottakring als Arbeiterbezirk von den Sozialdemokraten bestimmt. Bereits bei den ersten Wahlen am 4. Mai 1919 erreichten die Sozialdemokraten eine große Mehrheit, der Eisenbahner Johann Politzer wurde zum Bezirksvorsteher gewählt. Er behielt sein Amt bis 1934, als die Vaterländische Front die Macht in Österreich übernahm. Nach der Beseitigung der nationalsozialistischen Herrschaft in Österreich fanden im November 1945 die ersten freien Wahlen seit mehr als 10 Jahren statt. Die SPÖ erhielt dabei 20 von 30 Mandaten, 8 Mandate gingen an die ÖVP, 2 an die KPÖ. Diese Dominanz blieb über Jahrzehnte erhalten. 
Während die FPÖ 1949 mit einem Mandat in die Bezirksvertretung einziehen konnte, flog die KPÖ 1969 aus dem Bezirksparlament. Bis zum Beginn der 90er Jahre konnte die SPÖ die absolute Stimmenmehrheit halten. Bei den Bezirksvertretungswahlen 1996 führte der Aufstieg der FPÖ auch in Ottakring zu starken Verlusten der SPÖ. Während die SPÖ von 50,54 auf 40,58 % abrutschte, legte die FPÖ auf 30,59 % zu. 2001 kehrte sich der Trend wieder um. Die SPÖ erhielt mit 49,45 % beinahe wieder die absolute Stimmenmehrheit, die FPÖ rutschte auf 20,86 % ab. Die Grünen erreichten 2001 in Ottakring 12,54 % und konnte mit der ÖVP beinahe gleichziehen, die auf 13,13 % kamen. Das LIF verlor mehr als die Hälfte seiner Stimmen und kam mit 2,47 % nur noch auf ein Mandat.
Bei der Bezirksvertretungswahl 2005 erreichte die SPÖ mit 50,4 % der Stimmen (31 Mandate) die absolute Stimmenmehrheit. Die FPÖ verlor erneut, sackte auf 15,5 % (9 Mandate) ab und wurde somit von der ÖVP mit ihren 15,6 % (9 Mandate) auf den dritten Platz verwiesen. Die Grünen legten ebenfalls zu, blieben mit ihren 15,2 % (9 Mandate) jedoch an vierter Stelle.
Bei der Bezirksvertretungswahl 2010 verlor die SPÖ mit 44,6 % der Stimmen (27 Mandate) neuerlich die absolute Mehrheit. Die FPÖ konnte sich auf 24,0 % (14 Mandate) verbessern. Die Grünen erreichten 16,3 % (10 Mandate). Die ÖVP liegt mit 11,5 % der Stimmen (7 Mandate) an vierter Stelle. KPÖ (1,4 %), BZÖ (1,1 %), LIF (0,9 %) und KI (0,2 %) erreichten kein Mandat.
Bei der Bezirksvertretungswahl 2015 verlor die SPÖ erneut deutlich (−5,9 %), landete mit 38,7 % der Wählerstimmen (24 Mandate) jedoch erneut auf Platz eins. Die FPÖ legte abermals leicht zu und liegt mit 26,5 % (17 Mandate) neuerlich auf Platz 2. Die Grünen verbesserten sich auf 17 % (10 Mandate). Die ÖVP landete mit 8,8 % (5 Mandate) erneut auf dem vierten Platz. Die Neos erreichten bei ihrem erstmaligen Antreten 4,9 (3 Mandate), ebenso Andas mit 1,9 % (1 Mandat).
Bei der Bezirksvertretungswahl 2020 konnte die SPÖ ihr Ergebnis auf 39,0 % (25 Mandate) minimal verbessern. Die Grünen legten um drei Prozentpunkte auf 20,0 % zu und belegen damit erstmals den zweiten Platz. Die ÖVP konnte ihr Ergebnis auf 16,8 % (11 Mandate) mehr als verdoppeln. Die Neos erreichten 6,1 % (3 Mandate). Links verdoppelte die Stimmen auf 4,3 Prozent (2 Mandate). Das Team HC rund um den ehemaligen FPÖ-Parteichef Heinz-Christian Strache erreichte 2,8 % (1 Mandat). Die ebenfalls neu angetretenen Parteien SÖZ erhielt 2,0 % (1 Mandat) und die Bierpartei erhielt 1,9 % der Stimmen und damit ebenfalls ein Mandat. Der österreichische Ableger von Die Partei schaffte unter dem Titel KURZ 0,9 % und verpasste damit ein Mandat, ebenso die KPÖ-Abspaltung Partei der Arbeit mit 0,2 %.
Den Bezirksvorsteher stellt mit Stefanie Lamp weiterhin die SPÖ. Sie folgte im Jänner 2024 Franz Prokop nach, dessen Stellvertreterin sie seit 2023 gewesen war, nachdem dieser, der das Amt 20 Jahre innehatte, bei der Wienwahl 2025 bereits die SPÖ-Altersgrenze von 65 Jahren überschritten hätte.
| Bezirksvertretungswahlen 2020 - Ergebnisse der Wiener Wahlbehörden16., Ottakring %403020100 39,03 (+0,32)20,01 (+2,98)16,83 (+8,01)6,07 (+1,20)6,02 (−20,52)4,33 (+2,45)2,821,951,860,860,21 (+0,03) SPÖGRÜNEÖVPNEOSFPÖLINKSHCSÖZBIERKURZPdA20152020 |

| Jahr | SPÖ   | Grüne | ÖVP   | LIF/NEOS | FPÖ   | ANDAS/KPÖ/LINKS | HC   | SÖZ  | BIER | BZÖ  | KURZ | PdA  | Sonstige |
| ---- | ----- | ----- | ----- | -------- | ----- | --------------- | ---- | ---- | ---- | ---- | ---- | ---- | -------- |
| 1996 | 40,60 | 8,10  | 13,00 | 5,90     | 30,60 | -               | -    | -    | -    | -    | -    | -    | 1,80     |
| 2001 | 49,50 | 12,50 | 13,10 | 2,50     | 20,90 | 0,80            | -    | -    | -    | -    | -    | -    | 0,80     |
| 2005 | 50,40 | 15,20 | 15,60 | 0,50     | 15,50 | -               | -    | -    | -    | 1,00 | -    | -    | 0,40     |
| 2010 | 44,60 | 16,30 | 11,50 | 0,90     | 24,00 | 1,40            | -    | -    | -    | 1,10 | -    | -    | 0,20     |
| 2015 | 38,70 | 17,00 | 8,80  | 4,90     | 26,50 | 1,90            | -    | -    | -    | -    | -    | 0,20 | 1,80     |
| 2020 | 39,00 | 20,00 | 16,80 | 6,10     | 6,00  | 4,30            | 2,80 | 2,00 | 1,90 | -    | 0,90 | 0,20 | -        |

## Wirtschaft und Infrastruktur
Nach der Eingemeindung des Bezirksgebietes verstärkte sich die Ansiedlung von Industriebetrieben in Ottakring. 1898 wurde beispielsweise die Tabakfabrik in der Thaliastraße eröffnet. Hinzu kamen insbesondere Betriebe der Fotoindustrie (beispielsweise Herlango), Emailgeschirrerzeugung (Austria Email) oder Maschinenbauer (beispielsweise die Österreichischen Industriewerke Warchalowski, Eißler & Co.). Die höchste Zahl an Beschäftigten gab es jedoch in der Bekleidungsindustrie. Nach dem Zweiten Weltkrieg erfolgte jedoch vielfach eine Auslagerung der zahlreichen Fabriken zu anderen Standorten und damit eine Trennung der Wohngebiete von den störenden Betrieben.
Unternehmen
- Ottakringer BrauereiBahnhof Wien Ottakring
- Kaffeerösterei Julius Meinl
- Kwizda Pharma

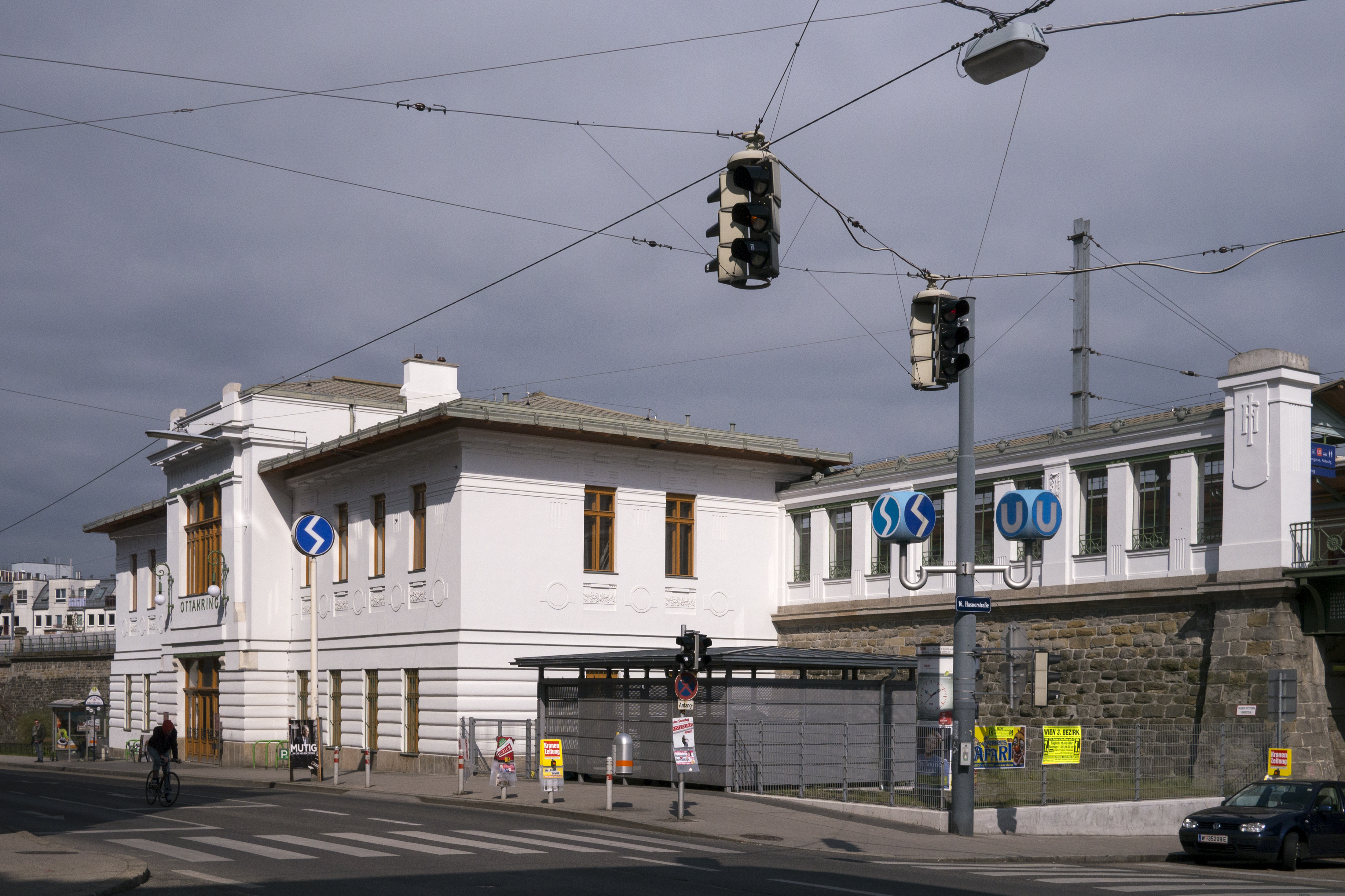
Bahnhof Wien Ottakring

- Konfitüren und Gemüsedelikatessen Staud

### Verkehr
Der Bahnhof Wien Ottakring bildet die Endstation der U-Bahn-Linie U3. Hier hält auch die S-Bahn-Linie S45 (Handelskai-Hütteldorf), die den Gemeindebezirk auf der Vorortelinie durchquert. Die U3 besitzt mit der U-Bahn-Station Kendlerstraße eine weitere Haltestelle in Ottakring. An der Grenze zum 7. Gemeindebezirk befindet sich die U-Bahn-Station Thaliastraße und an der Grenze zum 8. Gemeindebezirk die U-Bahn-Station Josefstädter Straße der Linie U6. 
Darüber hinaus ist der 16. Wiener Gemeindebezirk auch durch Straßenbahnen (Linien 2, 44 und 46) sowie Autobussen an das öffentliche Verkehrsnetz angeschlossen. Der in Ottakring gelegene Straßenabschnitt des Wiener Gürtels heißt Lerchenfelder Gürtel. Stark frequentierte Straßen im Gemeindebezirk sind die von Penzing kommende B 223 und die auf der Nord-Süd-Achse verlaufende Wattgasse.

### Öffentliche Einrichtungen
- Klinik Ottakring (Wiener Gesundheitsverbund)
- Magistratisches Bezirksamt

### Bildung
Von nennenswerter Bedeutung sind die HTL Wien-West (besser bekannt unter der ehemaligen Bezeichnung HTL Ottakring) und das Bundesgymnasium Maroltingergasse. Die Volkshochschule Ottakring befindet sich in der Panikengasse. In Ottakring befinden sich das Forschungsinstitut für Wildtierkunde und Ökologie sowie das Konrad-Lorenz-Institut für Vergleichende Verhaltensforschung (beide Savoyenstraße, gegenüber Schloss Wilhelminenberg).

## Kultur und Sehenswürdigkeiten
Siehe auch: Liste der Wiener Parks und Gartenanlagen/Ottakring
Siehe auch: Liste der Naturdenkmäler in Wien/Ottakring

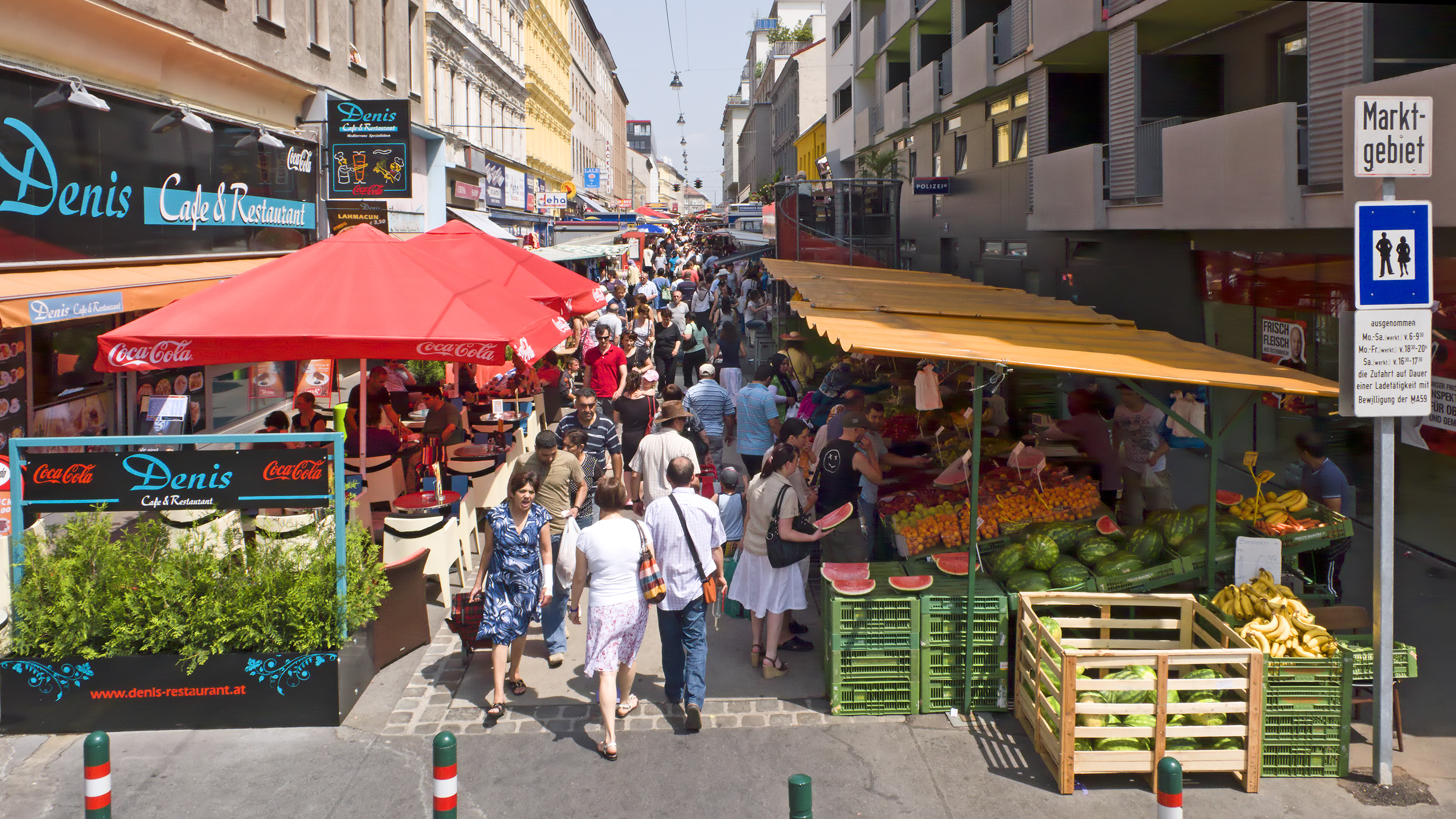
Der Brunnenmarkt

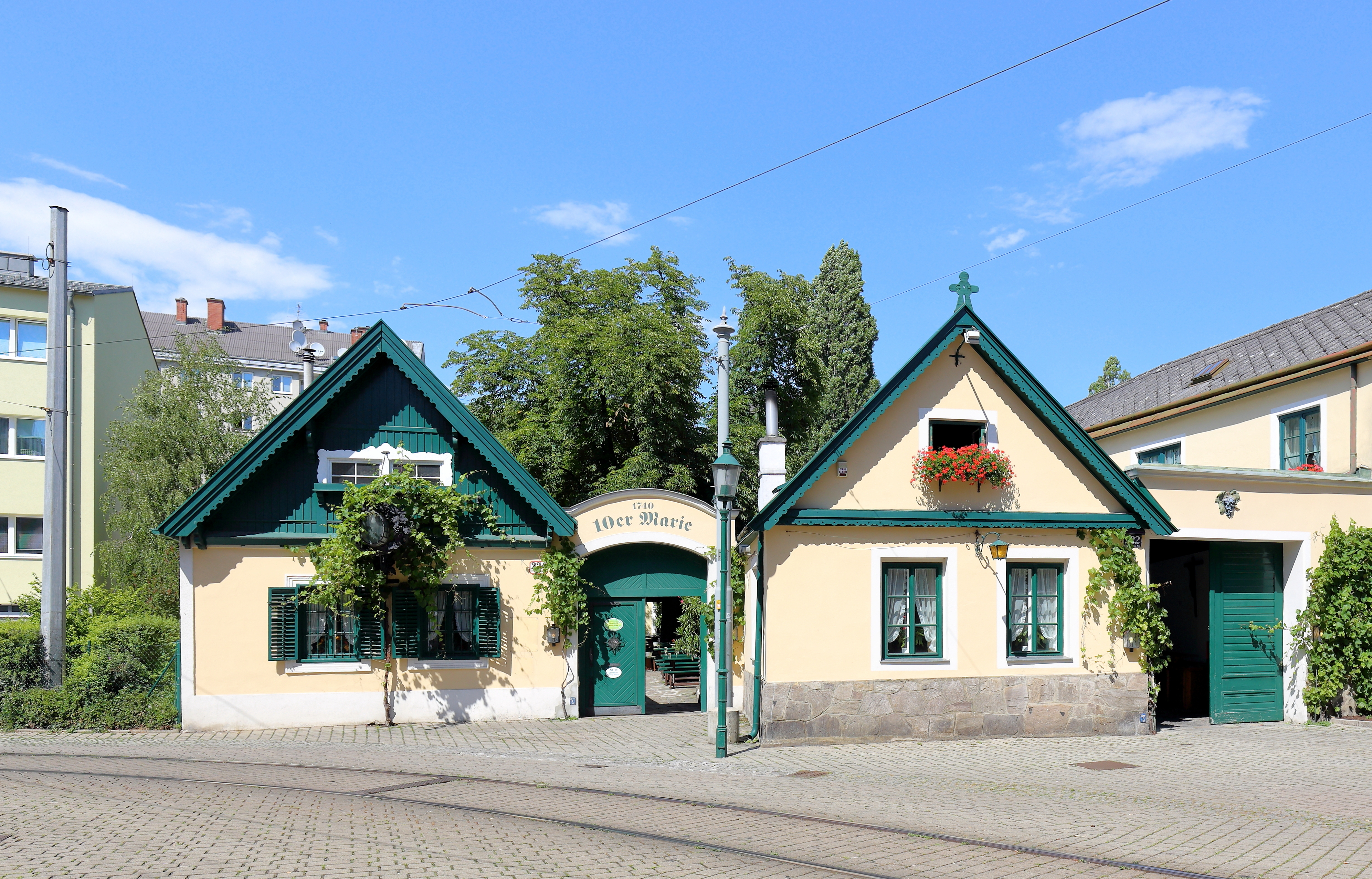
10er Marie in Alt-Ottakring

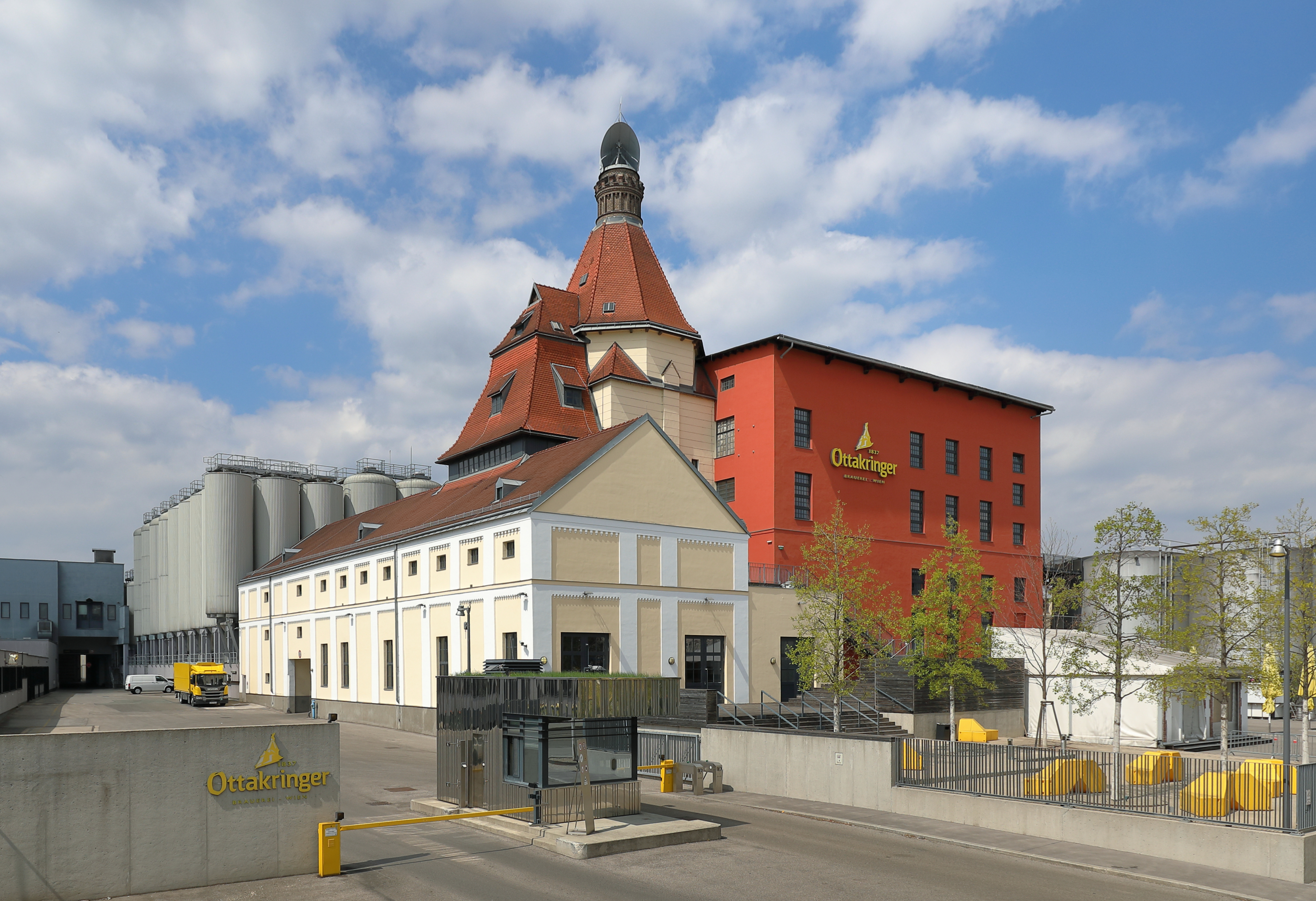
Ottakringer Brauerei

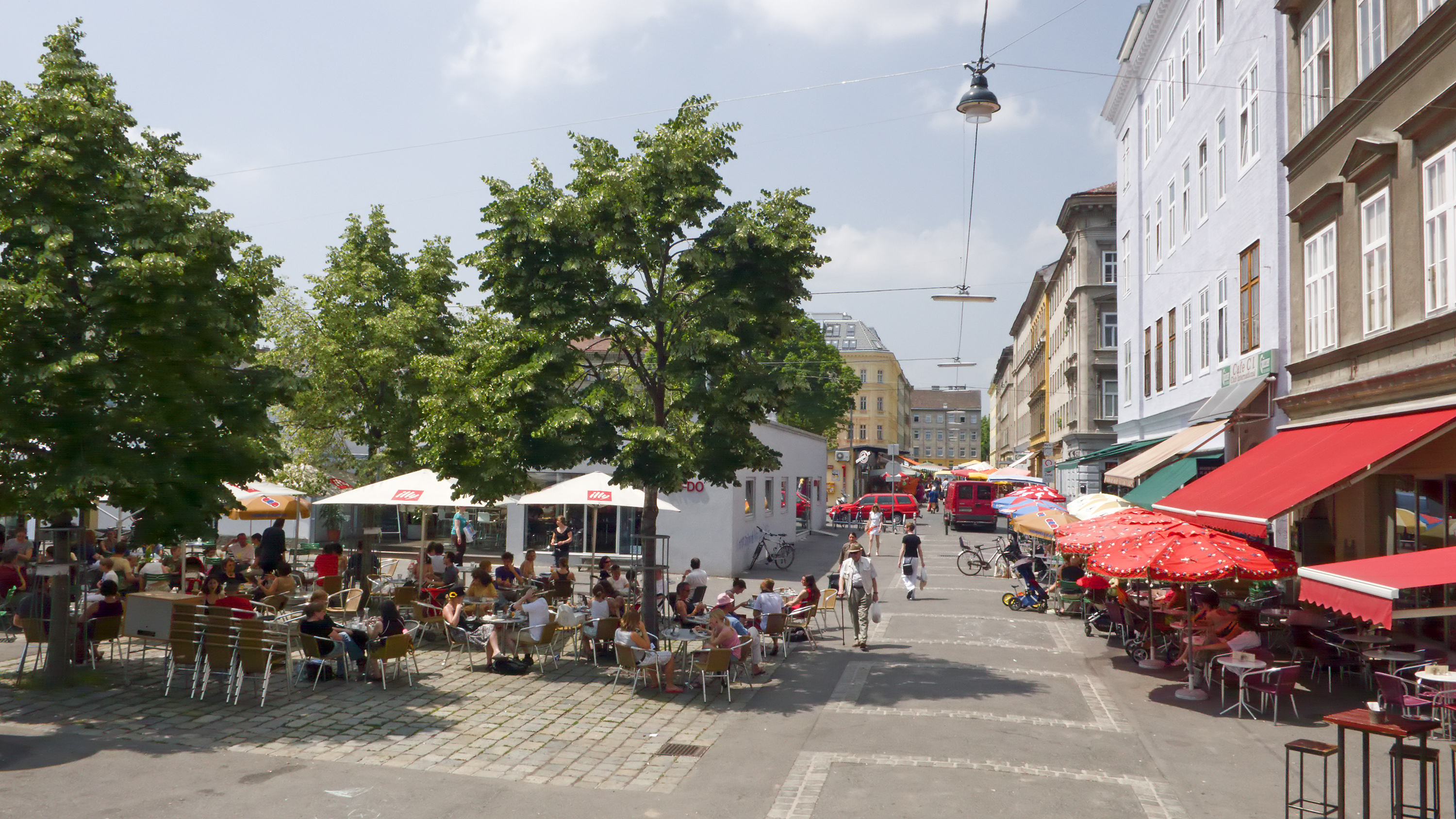
Piazza beim Yppenplatz

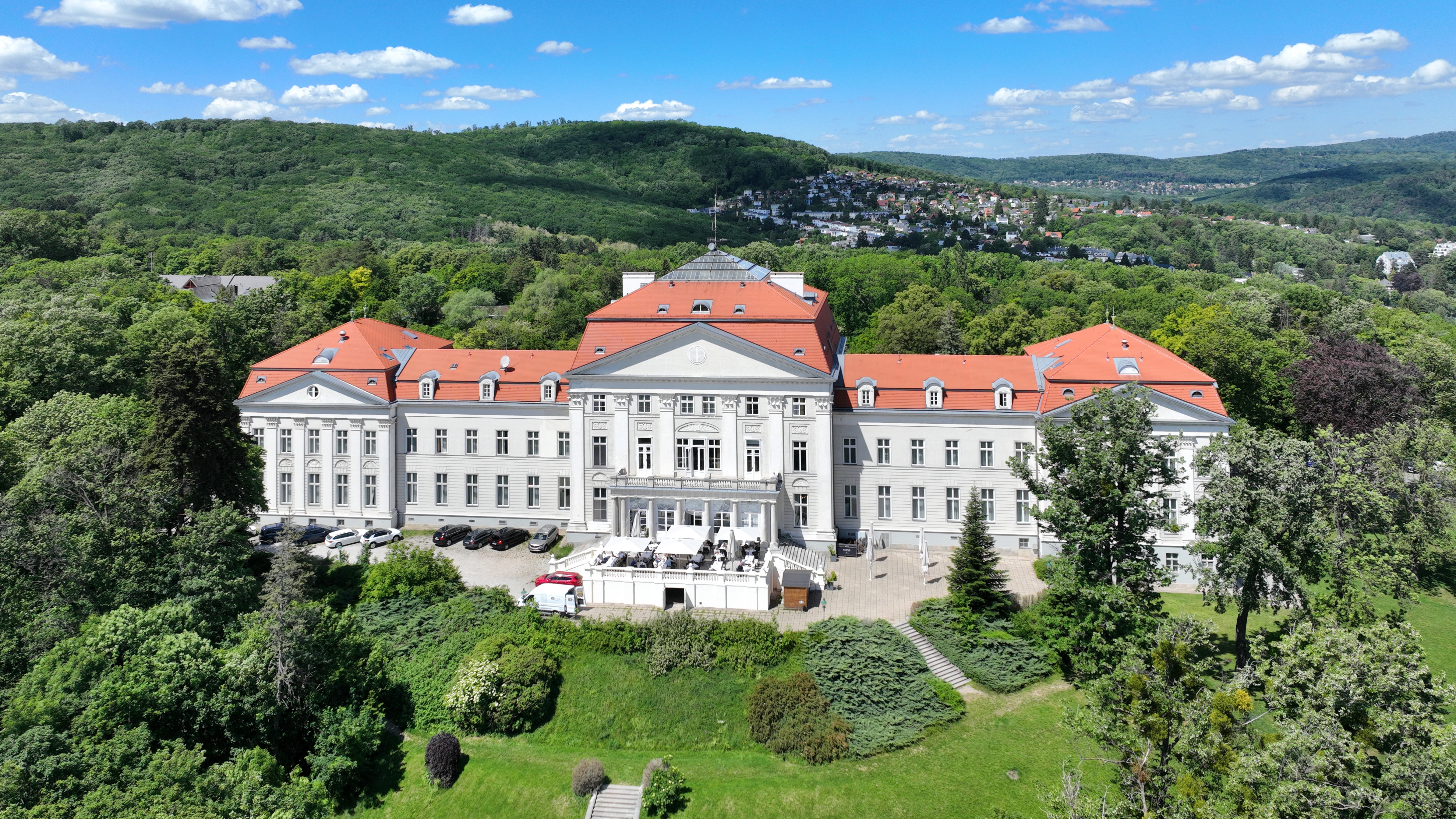
Schloss Wilhelminenberg

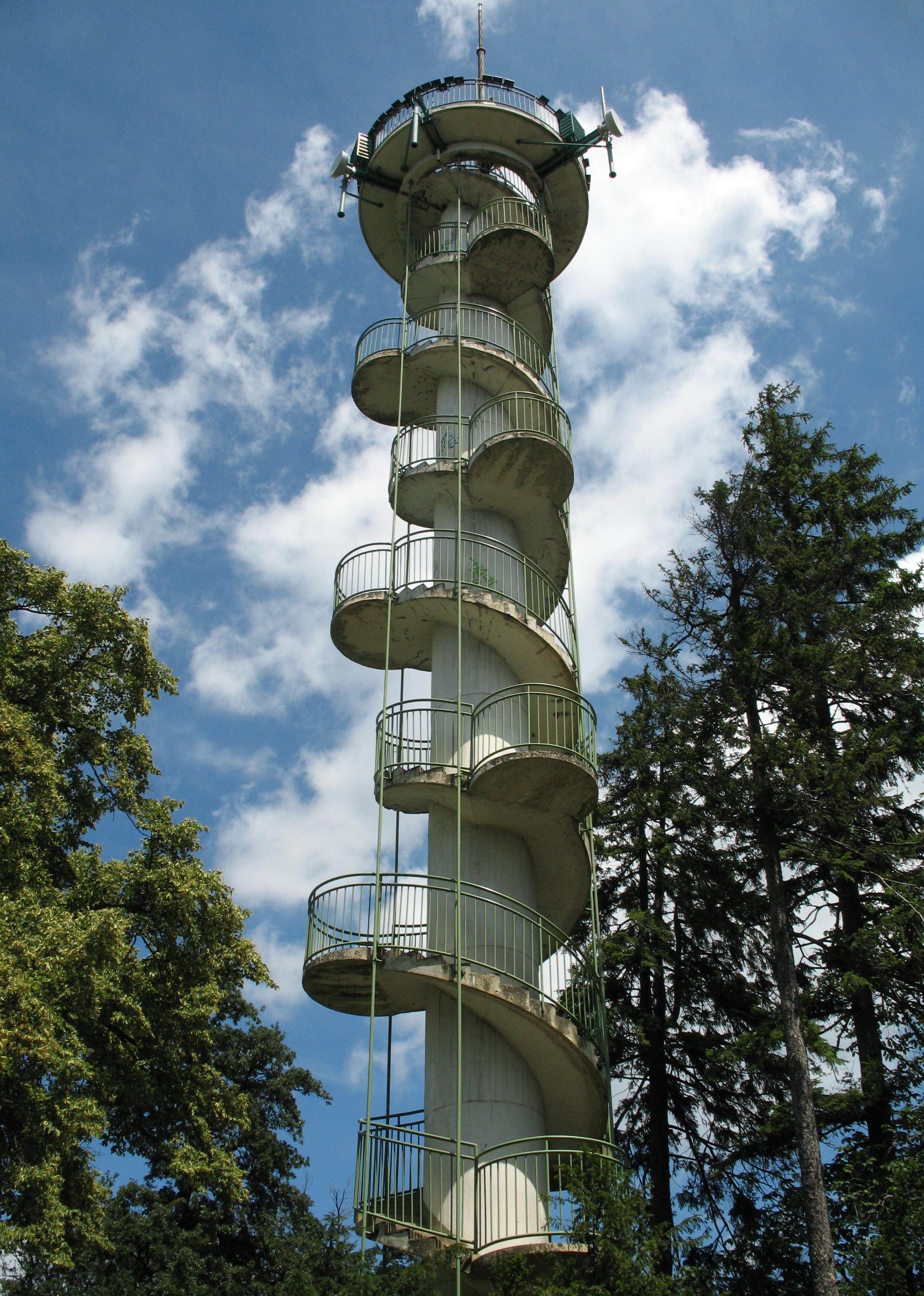
Jubiläumswarte

### Sehenswürdigkeiten
- Alt-Ottakringer Pfarrkirche
- Brunnenmarkt
- Heilig-Geist-Kirche (Wien)
- Heurigenlokal „Zur 10er Marie“
- Jubiläumswarte
- Julius Meinl
- Kornhäusel-Villa
- Kongressbad
- Kuffner-Sternwarte
- Müllverbrennungsanlage Flötzersteig
- Neuottakringer Kirche
- Ottakringer Brauerei
- Otto-König-Warte
- Schloss Wilhelminenberg
- Wallfahrtskirche zur Heiligen Theresia vom Kinde Jesu

### Museen
Das Bezirksmuseum Ottakring stellt die Bezirksgeschichte Ottakrings dar und verfügt über etwa 3000 Exponate. Im Bezirksmuseum befindet sich das Josef-Weinheber-Zimmer und eine Harmonikamacher-Werkstätte. In der Kuffner-Sternwarte befinden sich historische, astronomische Geräte. Das Wiener Volksliedwerk im „Bockkeller“ verfügt über ein umfangreiches Archiv mit tausenden Noten und Handschriften sowie eine Sammlung von Büchern und zahlreichen Raritäten.

### Sport
- Fußball: WS Ottakring, SPC Helfort Wien, SC Red Star Penzing
- Tennis: WAT Sport Ottakring
- Basketball: Basket Fighters
- Curling: Ottakringer Curling Club
- Schach: Schachclub Ottakring
- Ottakringer Bad
- Kongressbad

### Theater
- Tschauner-Bühne (Original Wiener Stegreifbühne)

### Soho in Ottakring
Das Gebiet rund um den Yppenplatz entwickelte sich in den letzten Jahren zu einem Anziehungspunkt für alternative Kultur mit einer Vielzahl an Lokalen und Veranstaltungsorten. Höhepunkt ist das jährlich stattfindende Kulturfestival „Soho in Ottakring“, bei dem rund zwei Wochen lang ein kulturelles Programm, wie etwa Lesungen oder Ausstellungen, angeboten wird. Seit 2014 findet das Festival im Sandleitenhof statt, einem beim Kongresspark gelegenen Gemeindebau aus den 1920er Jahren.

## Berühmte Ottakringer
- Muhammet Akagündüz (* 1978), Fußballer
- Kurt Bors (1922–2019), AHS-Lehrer und Archäologe
- Arik Brauer (1929–2021), Maler, Grafiker, Bühnenbildner, Sänger und Dichter
- Roger M. Buergel (* 1962), Ausstellungsmacher
- Horst Chmela (1939–2021), Liedermacher und Musiker
- Roland Girtler (* 1941), Soziologe, Kulturanthropologe
- Leopold Gratz (1929–2006), Wiener Bürgermeister, Außenminister, Nationalratspräsident
- Ludwig Gruber (1874–1964), Komponist
- Michael Häupl (* 1949), ehemaliger Wiener Bürgermeister (wohnhaft in Ottakring)
- Karl Hodina (1935–2017), Musiker
- Familie Kuffner, ehem. Hersteller von Branntwein, Spirituosen und Bier
- Helmut Lohner (1933–2015), Schauspieler und Theaterregisseur
- Murathan Muslu (* 1981), Schauspieler
- Johann Scherz (1932–2004), Karambolageweltmeister
- Hansl Schmid (1897–1987), Wienerlied-Interpret
- Johann (1850–1893) und Josef Schrammel (1852–1895), Musiker (Schrammelmusik)
- Franz Schuhmeier (1864–1913), Sozialdemokrat
- Josef Uridil (1895–1962), Fußballer
- Josef Weidinger (1923–2002), Boxer
- Josef Weinheber (1892–1945), Lyriker

## Filme
- Mein Ottakring. Dokumentation von Chico Klein, Österreich 2012[26]